# 콜레뇨

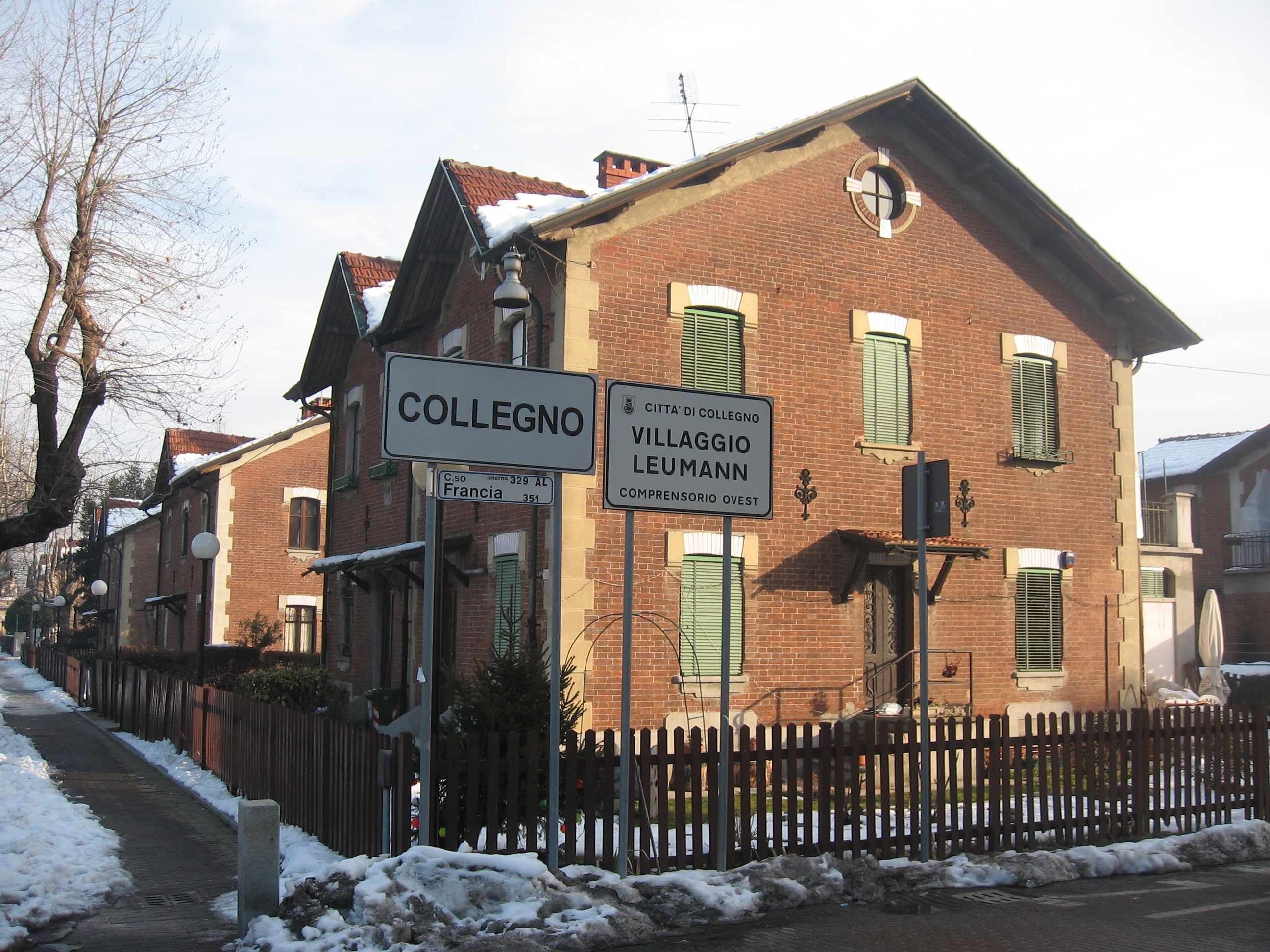
콜레뇨

콜레뇨(이탈리아어: Collegno)는 이탈리아 피에몬테주 토리노현에 위치한 코무네로 면적은 18.1km2, 높이는 302m, 인구는 50,121명(2014년 11월 30일 기준), 인구 밀도는 2,800명/km2이다.

## 자매 도시
- 프랑스 앙토니
- 헝가리 샤로슈퍼터크
- 러시아 볼시스키
- 독일 노이브란덴부르크
- 이탈리아 산그레고리오마뇨
- 쿠바 마탄사스
- 보스니아 헤르체고비나 사라예보
- 체코 하비르조프
- 이탈리아 로케타산탄토니오
- 이탈리아 가이바
- 스페인 세르다뇰라델발례스